# Hermann Fehringer
Hermann Fehringer (Austria, 8 de diciembre de 1962) es un atleta austriaco retirado especializado en la prueba de salto con pértiga, en la que ha conseguido ser medallista de bronce europeo en 1990.

## Carrera deportiva
En el Campeonato Europeo de Atletismo de 1990 ganó la medalla de bronce en el salto con pértiga, saltando por encima de 5.75 metros, siendo superado por los soviéticos Radion Gataullin (oro con 5.85 m) y Grigoriy Yegorov (plata también con 5.75 m pero en menos intentos).